# Windhoff Bahn- und Anlagentechnik
Windhoff Bahn- und Anlagentechnik GmbH ist ein deutsches Maschinenbauunternehmen mit Sitz in Rheine in Westfalen. Es geht auf die 1889 gegründete Rheiner Maschinenfabrik und die Gebrüder Windhoff GmbH – Motoren-, Fahrzeug- und Maschinenfabrik von 1902 zurück. Anfang des 20. Jahrhunderts wurden unter der Marke Windhoff auch Automobile produziert. Das Unternehmen betätigt sich heute in den Sparten Schienenfahrzeuge, Bahntechnik und Anbaugeräte.

## Unternehmensgeschichte

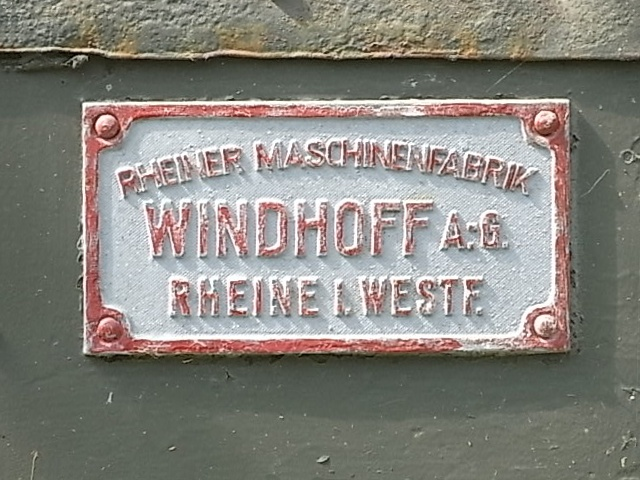
Historisches Firmenschild

Windhoff Bahn- und Anlagentechnik geht auf den Ingenieur Rudolf Windhoff zurück. Dieser hatte zunächst in Berlin technische Erfahrungen gesammelt und dann in Lingen eine Fabrik für Eisenbahnzubehör und Brückenbau gegründet. Die seinerzeit größte Fabrik des Emslandes ging im Zuge des „Gründerkrachs“ 1878 spektakulär pleite. Nach einigen Zwischenstationen gründete Windhoff in seiner Heimatstadt Rheine 1889 die Rheiner Maschinenfabrik. Man belieferte zunächst die umliegenden Textilfabriken mit Transmissionsanlagen. Zusätzlich wurde der Bedarf an stationärem Eisenbahnmaterial versorgt.
1902 gründeten die drei Brüder Ernst, Fritz und Hans Windhoff die Gebrüder Windhoff GmbH – Motoren-, Fahrzeug- und Maschinenfabrik. Ziel der Unternehmung war die Lieferung von Ausrüstungsteilen für Kraftfahrzeuge. Zunächst wurden nur Motoren, Getriebe und Kühler hergestellt und u. a. im März 1903 auf der Internationalen Deutschen Automobilausstellung in Berlin präsentiert. 1908 begann das Unternehmen unter dem Markennamen Windhoff eine eigene PKW-Produktion, die, je nach Quelle, bis 1914 oder 1918 aufrechterhalten wurde. 1913 vereinigte sich die Rheiner Maschinenfabrik und die Motoren- und Fahrzeugfabrik Gebr. Windhoff zur Rheiner Maschinenfabrik Windhoff AG. In der Weltwirtschaftskrise von 1929 erlitt diese Firma schwere wirtschaftliche Verluste, die aber überwunden werden konnten. Die Werksanlagen in Rheine wurden am 5. Oktober 1944 durch einen Bombenangriff vollständig zerstört.

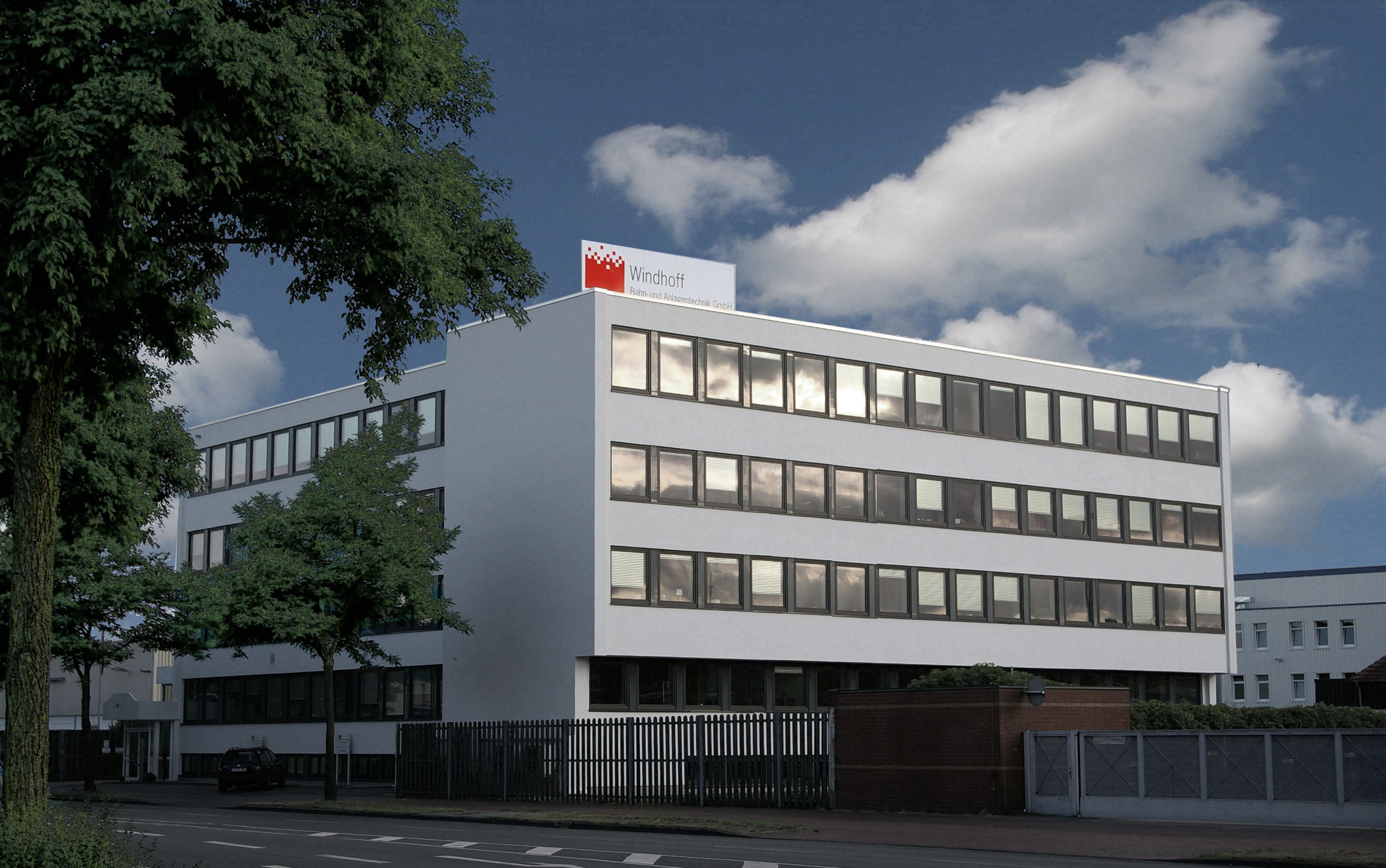
Windhoff Verwaltungsgebäude

Nach dem Zweiten Weltkrieg erhielt Windhoff Großaufträge der Deutschen Bundesbahn für Oberbau-Bearbeitungsmaschinen. In den 1980er Jahren kam der Geschäftsbereich Kläranlagenausrüstung hinzu. 1993 erfolgte der Börsengang. 1997 gründet die Windhoff AG zusammen mit technipower die Windhoff Software Services GmbH. Im Dezember 2001 meldete die Windhoff AG Insolvenz an. Im März 2002 übernahm die Georgsmarienhütte Holding GmbH, Hamburg, die Geschäftsbereiche Schienenfahrzeuge, Bahn- und Anlagentechnik. Diese Bereiche wurden in der neuen Windhoff Bahn- und Anlagentechnik GmbH zusammengeführt und in den Bereich Anlagenbau der GMH Holding eingegliedert. Seit 2014 gehört Windhoff zur Stego Vermögensverwaltungs GmbH, deren alleiniger Gesellschafter Jürgen Großmann ist. Im Mai 2015 wurde die Windhoff Gleisbautechnik GmbH für den weltweiten Vertrieb von hydraulischen Anbaugeräten gegründet.

## Schienenfahrzeuge
Im Zusammenhang mit den Vereinheitlichungen der Kleinlokomotiven der Leistungsgruppe I und Leistungsgruppe II (Lg I und Lg II) durch das Reichsbahn-Zentralamt für Maschinenbau der  Deutsche Reichsbahn-Gesellschaft war die Firma Windhoff maßgeblich für den Entwurf einer Einheitstype der Lg I verantwortlich.
Ab Mitte der 1930er Jahre war Windhoff zahlenstärkster Lieferant der batteriebetriebenen Einheitsloks Ks für die Deutsche Reichsbahn-Gesellschaft.
Neben Gmeinder, Deutz und OK beteiligte sich Windhoff auch an der Lieferung der Heersfeldbahnloks
der Typen HF50B und HF 130 C an das Oberkommando des Heeres in Berlin. 1938 präsentierte Windhoff für die Heeresfeldbahnen den Entwurf einer mit den Führerhäusern aneinander gekuppelten Doppeldiesellok aus zwei 75 PS Dieselloks HF 150 B+B, ähnlich den Zwillingen des Ersten Weltkriegs. Von den vier einzigen gebauten Exemplaren verliert sich jedoch jede Spur. Ein Nachbau unterblieb zugunsten der mittlerweile bewährten HF 130 C.
Nach dem Zweiten Weltkrieg baute Windhoff weiterhin bis 1957 einige wenige Diesellokomotiven. Konstruktiv griff man weiterhin mehrfach auf die Vorkriegsbauarten der Kleinloks der Leistungsgruppe II zurück. Diese Bauart wurde an Privat- und Werksbahnen geliefert, wie beispielsweise die zwei 1948 an die Westfälische Landeseisenbahn (WLE) in Lippstadt gelieferten Köf VL 0603 und VL 0604, die sich in Ausrüstungsdetails von den an die Staatsbahn gelieferten Köf unterscheiden. Unklar bleibt, ob die Bestellung noch von der Reichsbahn platziert wurde. Beide blieben dort bis 1974 beziehungsweise 1996 im Einsatz und sind museal erhalten.
Danach wurden Dienstfahrzeuge für den Eisenbahn-Bau gefertigt. Seit den 1970er Jahren bietet die Firma in diesem Sektor Spezialfahrzeuge wie Lösch- und Tunnelrettungszüge sowie Fahrzeuge für den Bau- und Wartungsdienst an. Darüber hinaus werden als TeleTrac bezeichnete Rangierfahrzeuge angeboten, wobei diese dieselhydraulisch, dieselelektrisch, batteriebetrieben oder mit einer Zweiwege-Ausrüstung ausgestattet sein können.

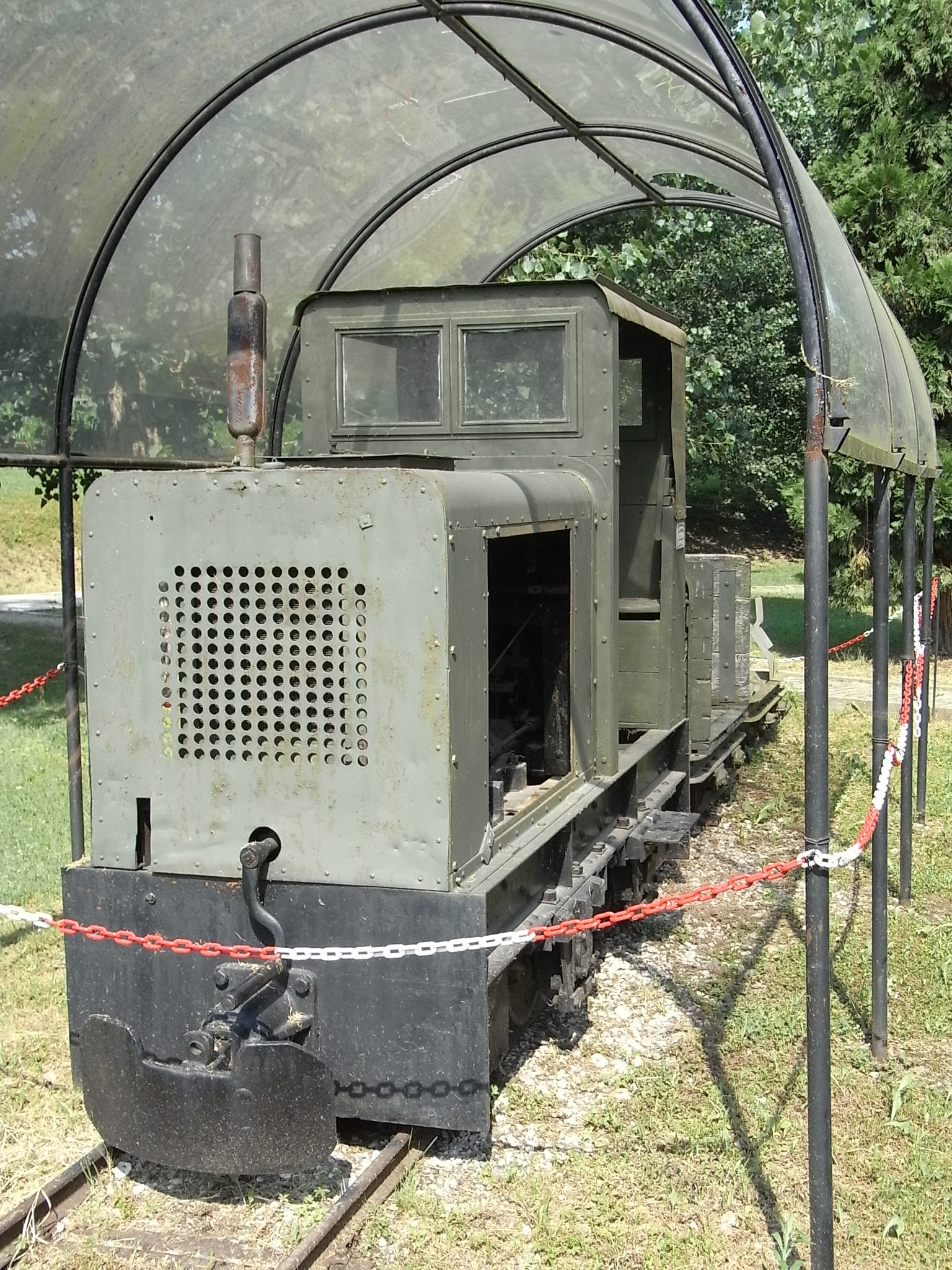
Feldbahnlok von Windhoff in der Festung Marghera (Venedig)
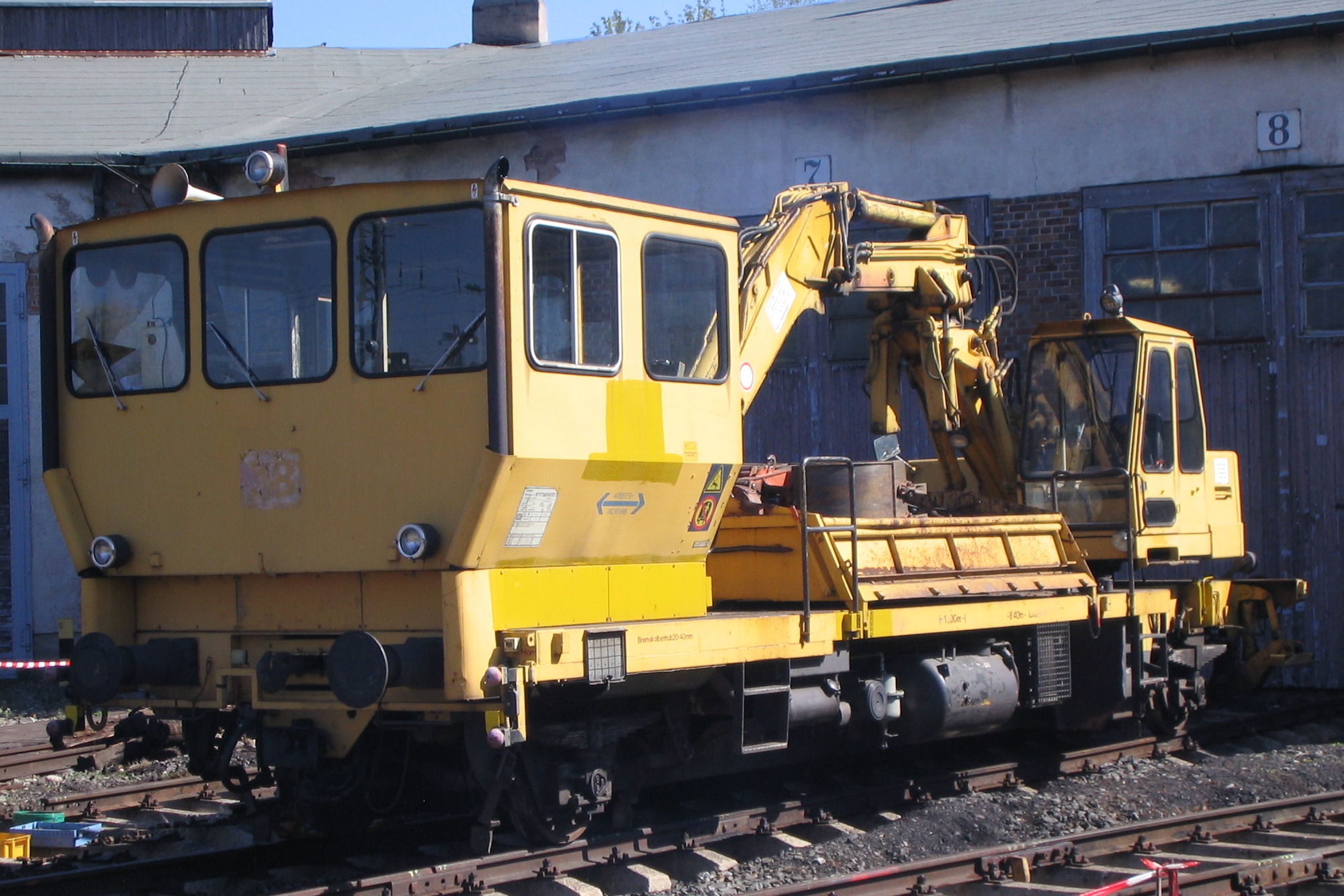
Gleishublader VG 80 von Windhoff 1979/2359 im Bayerischen Eisenbahnmuseum in Nördlingen
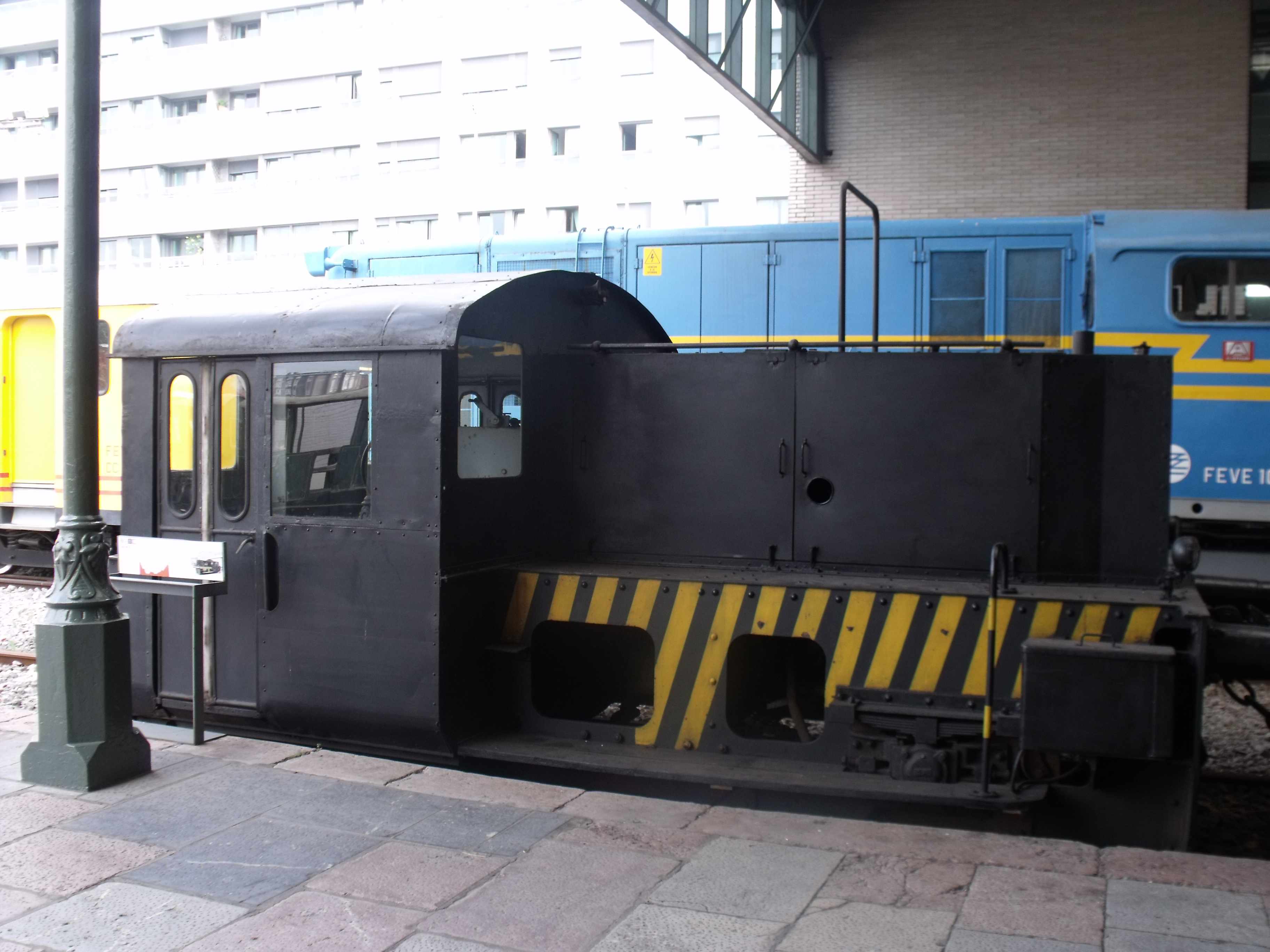
Diesellok, Typ LGH B DH im Museo del Ferrocarril in Gijón, Spanien
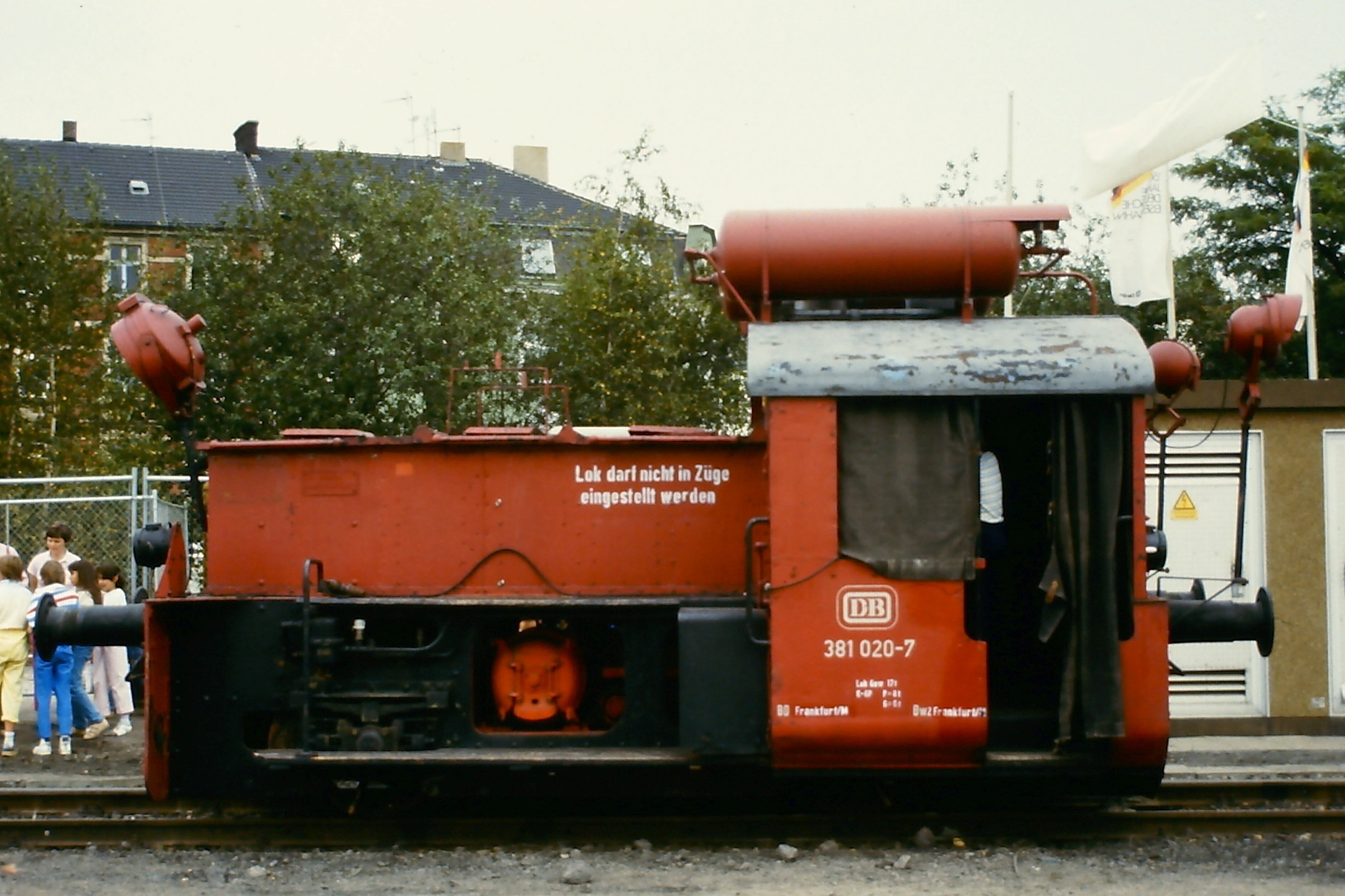
DB 381 020 (ex Ks 4987), Typ Lg II/37

## Produktion
Das heutige Unternehmen produziert (Auswahl) im Bereich Bahntechnik aufgeständerte Gleisanlagen, Unterflurhebeanlagen, Hebebockanlagen, Schiebebühnen, Drehscheiben, Drehgestell-Messstände und Vorrichtungen zum Drehgestelltransport und -lagerung, für Stahl- und Hüttenwerke Pfannenwagen, Kippstühle, Haubenwagen, Lanzenverfahreinrichtungen, Coil-Transport- und Handlingsanlagen und Koks-Löschloks und Löschwagen, für Rangieranlagen: Rangierlokomotiven, Zweiwegefahrzeuge und Seilzuganlagen, des Weiteren PKW-Verladestationen, Lösch- und Rettungszüge und Schienenschleif- und Pflegefahrzeuge.

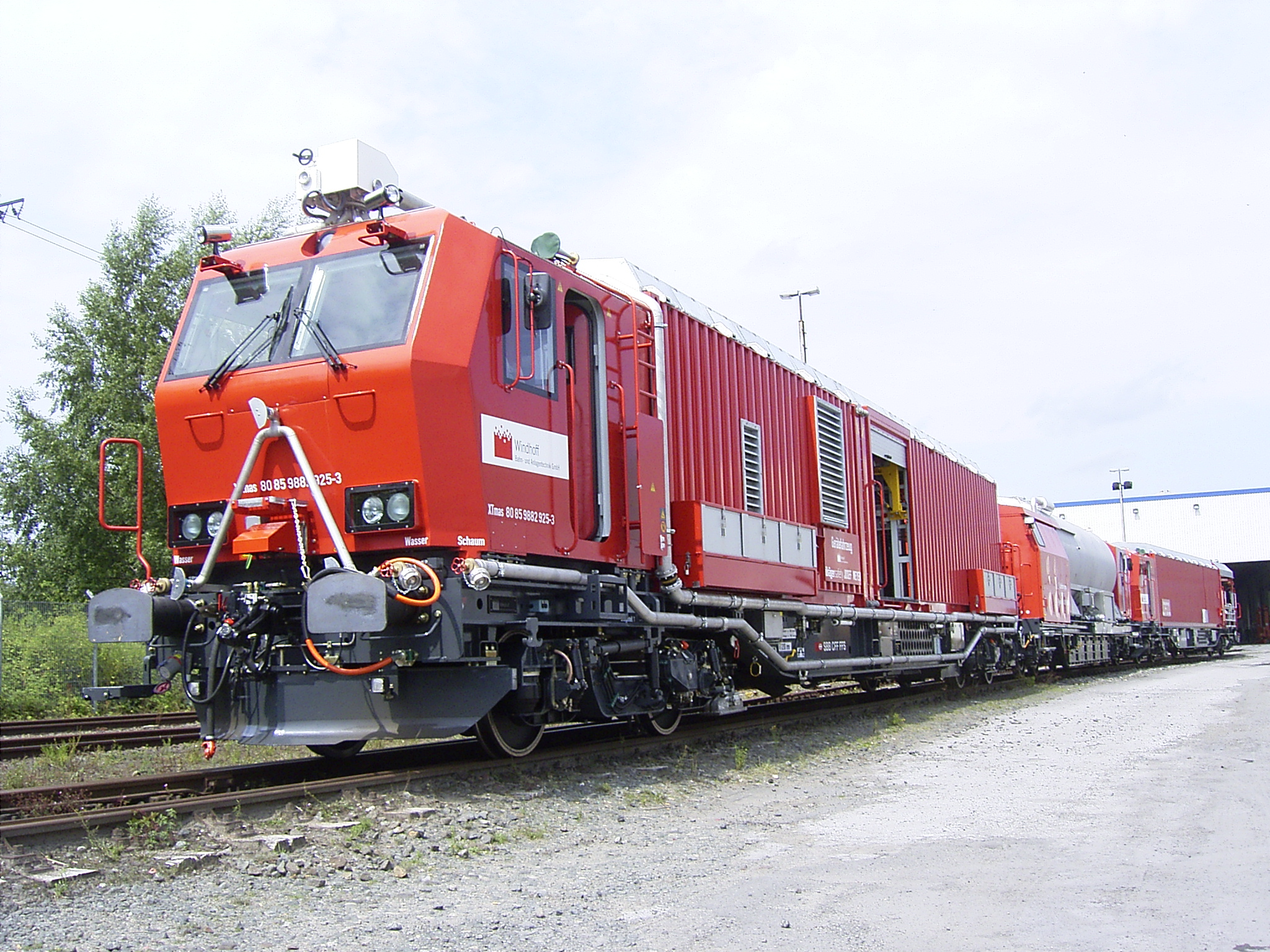
Lösch- und Rettungszug
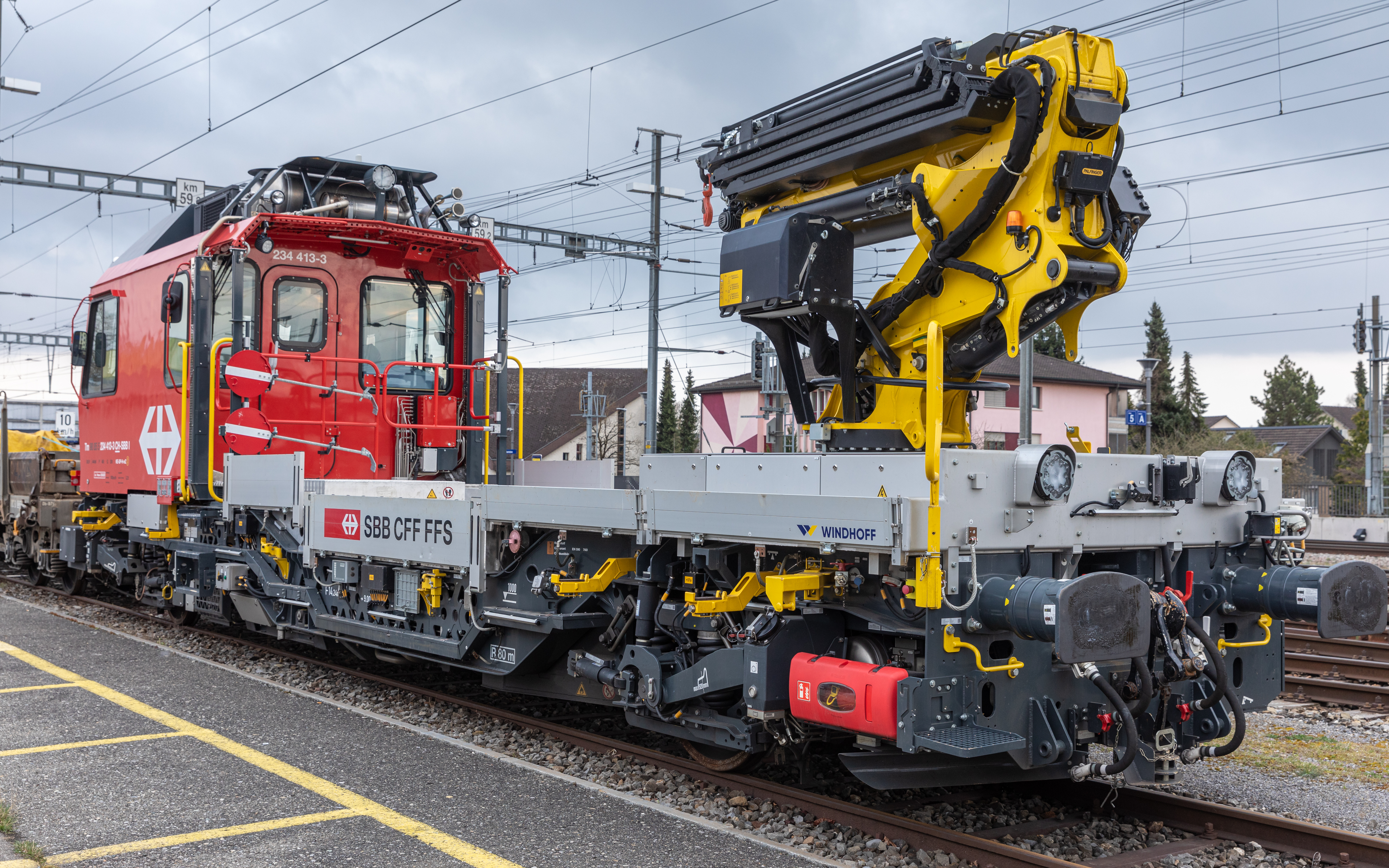
Baudiensttraktor SBB Tm 234.4
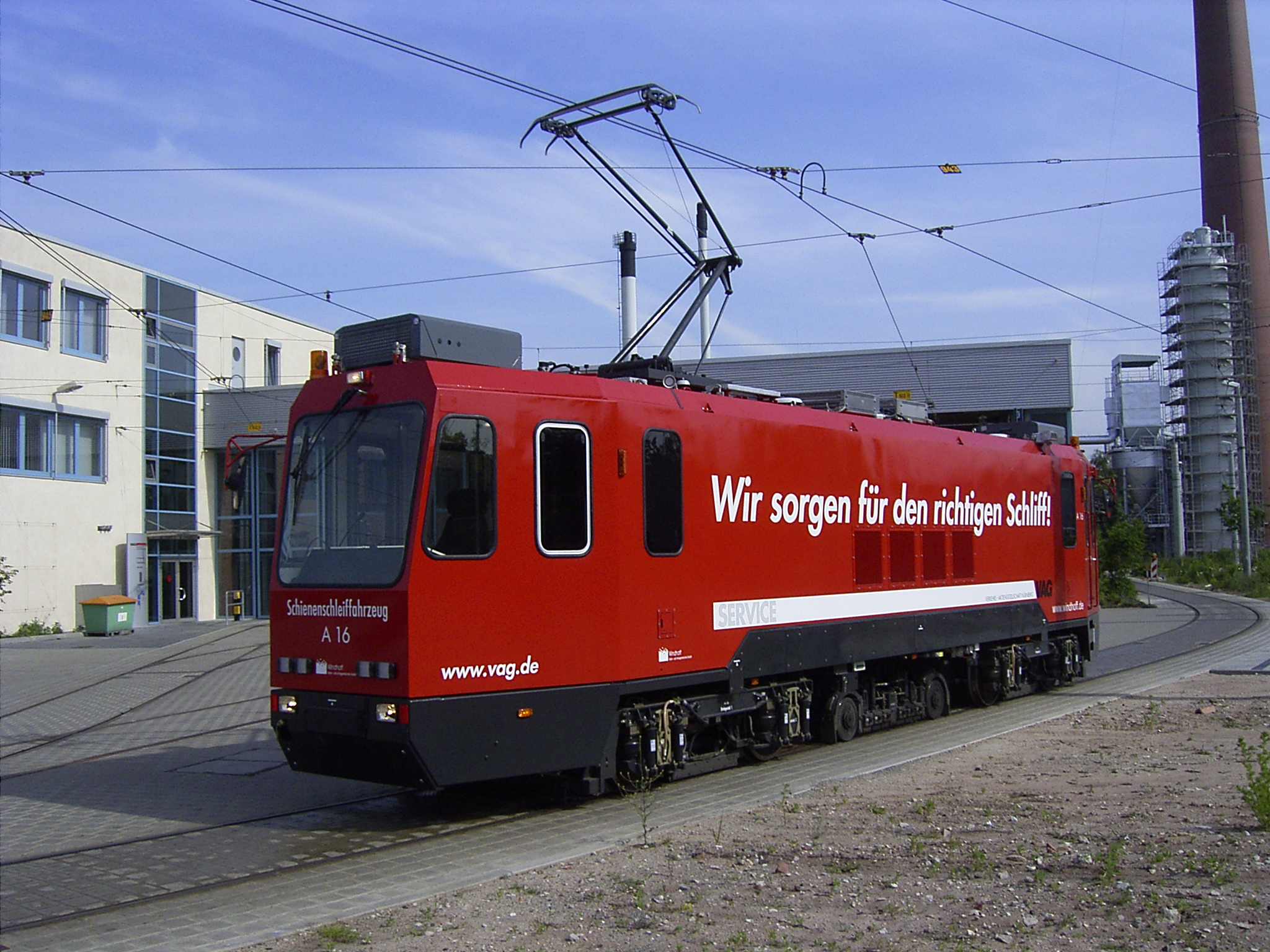
Schienenschleiffahrzeug
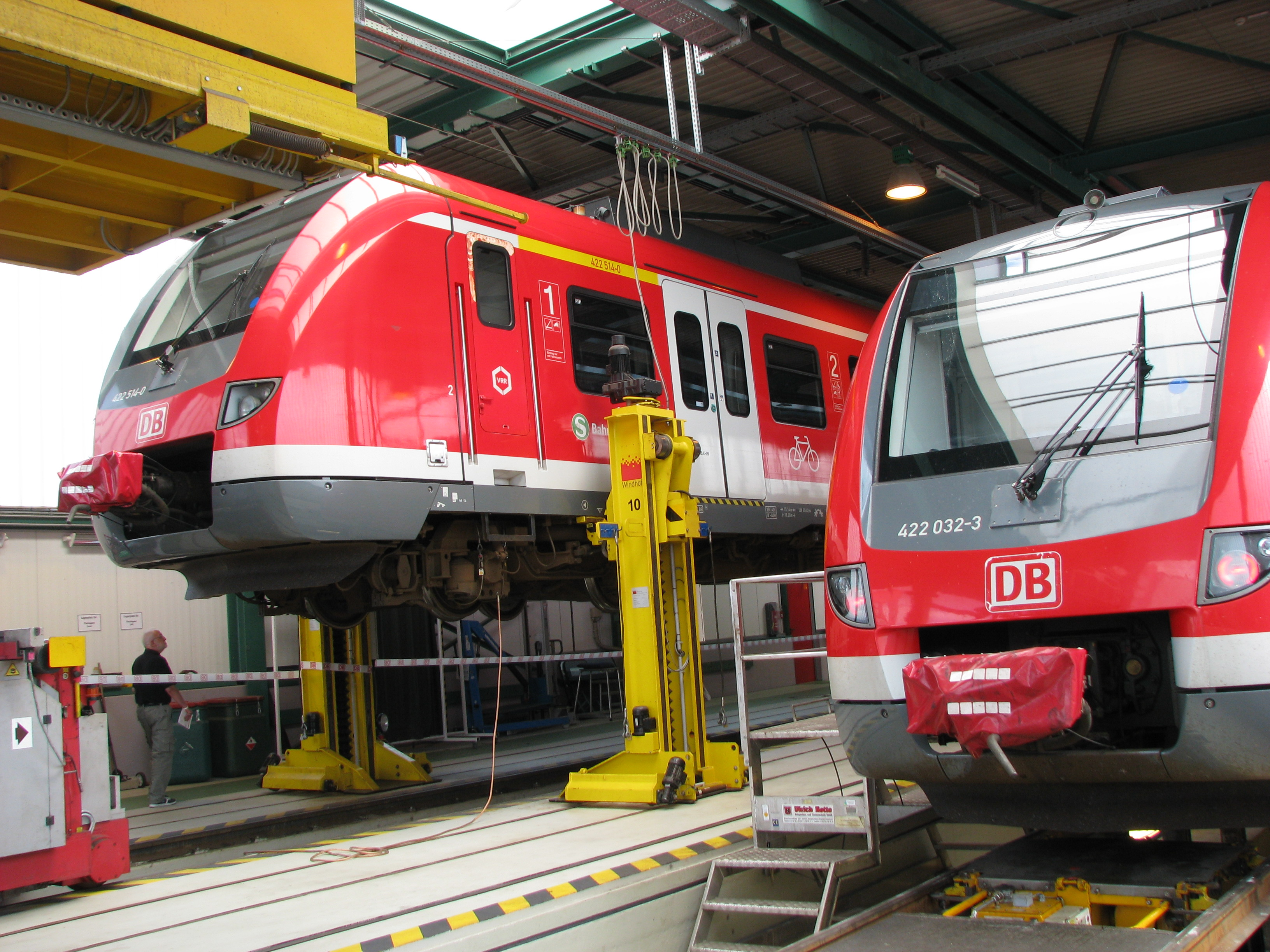
Hebebockanlage im BW Essen
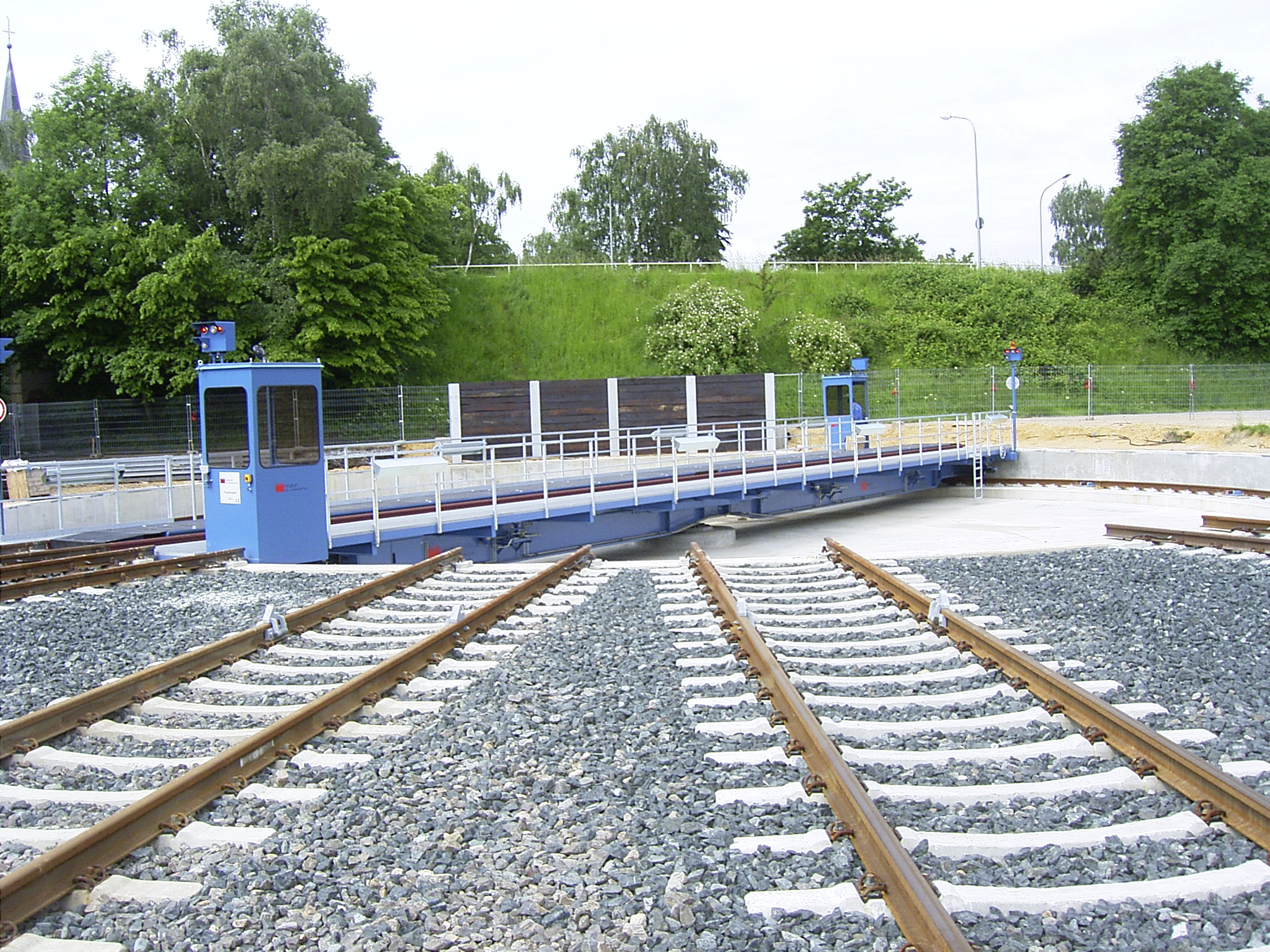
Drehscheibe für Schienenfahrzeuge

## AutomobilmarkeWindhoff(1908 – ca. 1914/18)

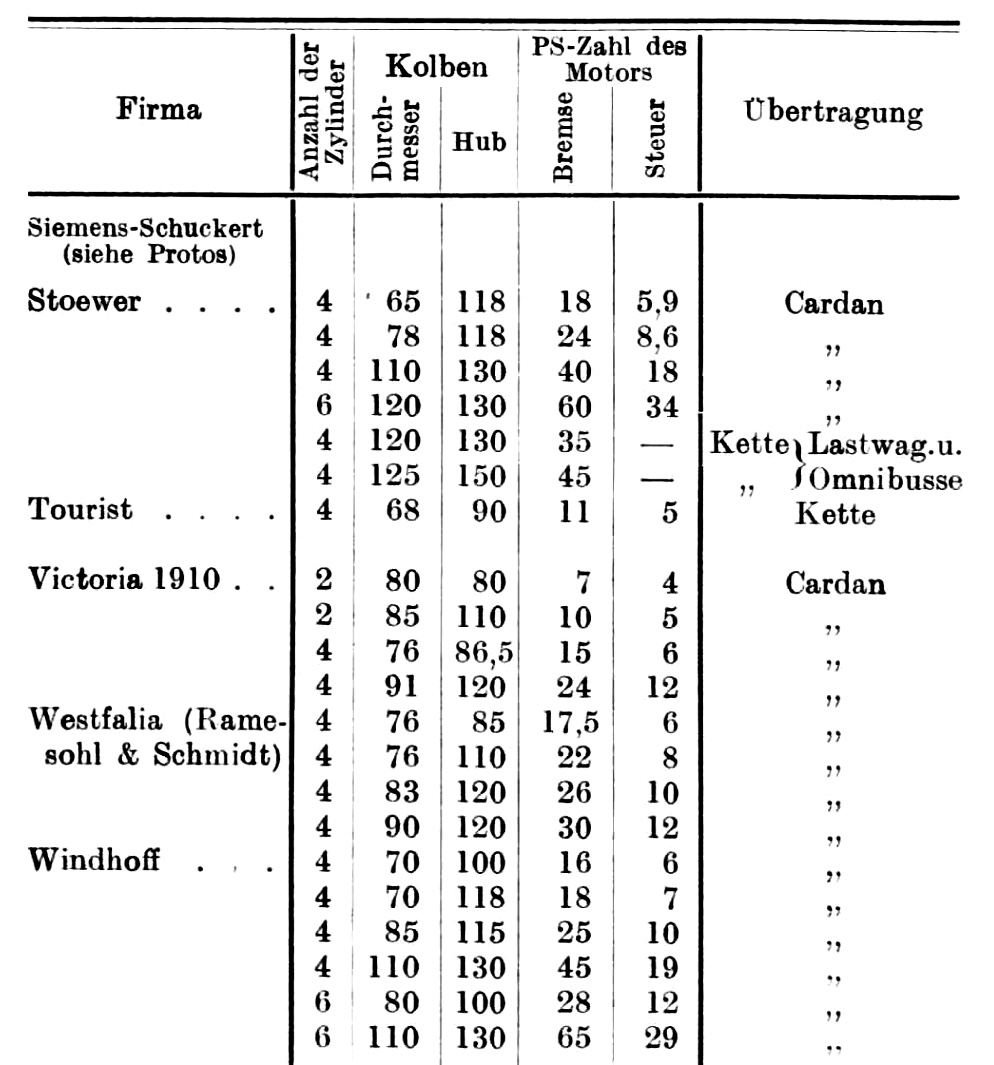
Windhoff Motorenprogramm 1911

Bei seiner Einführung umfasste das Automobil-Programm vier Modelle, die von je zwei Vier- und zwei Sechszylindermotoren angetrieben wurden. Der kleinste Windhoff hatte einen Hubraum von 2012 cm³, der größte 6125 cm³. Bereits 1911 erschienen Motoren mit obengesteuerten Einlassventilen. Bis 1914 oder 1918 (je nach Quelle) wurden verschiedene Modelle angeboten, darunter die Vierzylindermodelle 6/18 PS 1.5 Liter und 10/30 PS 2.6 Liter. Besonders der Sechszylinder 15/40 PS 3.9 Liter genoss einen hervorragenden Ruf.
In der Anfangszeit des Ersten Weltkrieges baute Windhoff auch einige Lastkraftwagen mit einer Nutzlast von 3 Tonnen. Windhoff-LKW erkannte man an einem sehr massiven Kühlerschutzgestänge und einer sehr großen Nabenverkleidung an der Hinterachse. Wie viele LKW gebaut wurden, ist nicht bekannt. Es sind vermutlich recht wenige gewesen, und die bei oder kurz nach Kriegsausbruch begonnene Fertigung ist wohl bald zugunsten einer Autoteilelieferung (Kühler, Getriebe, Hinterachsen etc.) für andere Firmen wieder eingestellt worden.
Windhoff-Automobile waren Qualitätserzeugnisse und nahmen auch an Motorsportanlässen wie der Prinz-Heinrich-Fahrt teil.